# Pentium II
Il Pentium II è un microprocessore x86 sviluppato da Intel come successore del Pentium Pro e del Pentium MMX, e arrivò sul mercato il 7 maggio 1997.
A differenza del suo diretto predecessore non era più basato sull'architettura Intel P5 (più precisamente la sua ultima evoluzione, conosciuta come P55C), ma sulla P6 che era stata introdotta per la prima volta con il processore Pentium Pro, inizialmente destinato a sostituire il primo Pentium ma poi relegato al mercato di fascia alta, specialmente quello server e workstation. Rispetto al Pentium Pro, il Pentium II offriva migliori prestazioni nel codice a 16 bit e supportava le istruzioni MMX introdotte proprio con l'ultima evoluzione del Pentium, il già citato Pentium MMX.
A differenza dei suoi predecessori, il Pentium II non era fornito di un attacco socket ma era incluso in un involucro che si inseriva in uno slot. Questo era un compromesso che permetteva a Intel di separare la cache L2 dal processore, ed evitare i problemi di produzione avuti col Pentium Pro, mantenendola tuttavia collegata strettamente al processore con un bus molto veloce. Questa cache però, a differenza di quella dei precedenti Pentium, funzionava ad una velocità di clock pari alla metà di quella del processore.
Nei sistemi basati sul Pentium II inoltre, le prestazioni generali subirono un netto miglioramento anche in virtù dell'adozione di nuove tecnologie che interessavano l'intera piattaforma: la nuova RAM, conosciuta come SDRAM (che rimpiazzava la EDO RAM), e il nuovo standard di interconnessione per le schede video, AGP.

## Caratteristiche tecniche

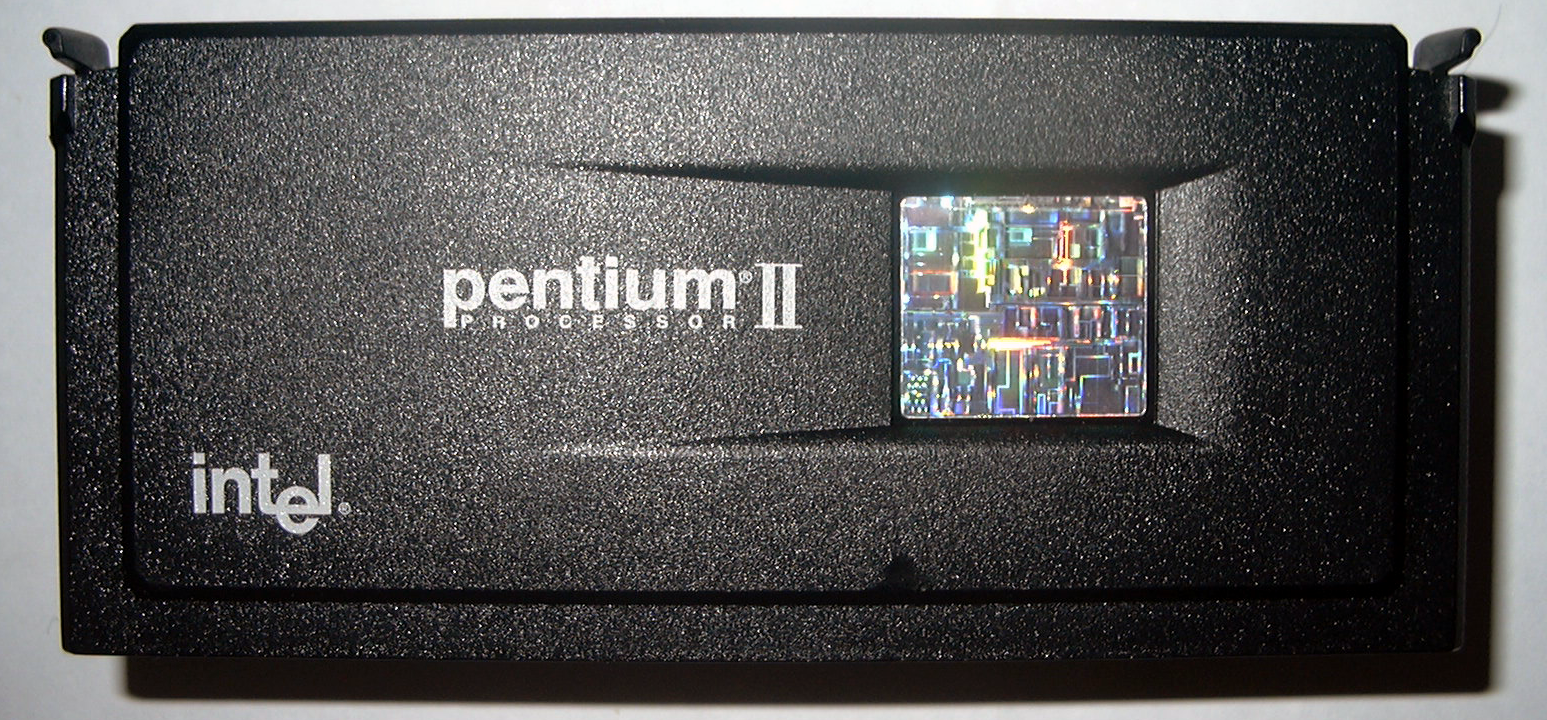
Pentium II Klamath a 266 MHz

### Klamath
Il core Klamath era alla base della prima generazione del Pentium II ed era in sostanza una sorta di Pentium Pro "potenziato" con l'aggiunta delle istruzioni MMX. Era basato sullo stesso processo produttivo adottato anche dal Pentium Pro, vale a dire quello a 350 nm, e dotato di un BUS a 66 MHz che risultò però sottodimensionato non consentendo quindi alla CPU di esprimere tutto il proprio potenziale.

### Deschutes
Per ovviare alle limitazioni di Klamath, a gennaio 1998 Intel presentò il core Deschutes che introduceva il nuovo processo produttivo a 250 nm e un nuovo BUS da 100 MHz, che era dimensionato per le velocità di clock del nuovo processore che nella sua prima versione funzionava a 333 MHz.

## Presentazione del Celeron
Ad aprile 1998 Intel presentò il primo processore Celeron, che era in sostanza una particolare versione del Pentium II Deschutes priva della cache L2 in modo da contenere notevolmente i costi produttivi e poter quindi offrire CPU dai costi finali estremamente contenuti. Questa versione era basata sul core Covington ma offriva prestazioni decisamente deludenti e così venne rapidamente seguita dal core Mendocino che conteneva comunque una piccola parte di cache (128k contro i 512k del Pentium II) ma funzionante alla stessa velocità della cpu raggiungendo un buon livello di prestazioni.

## Server
Il Pentium II era un processore pensato per il settore desktop, ma Intel decise di ricavarne anche una versione per il settore server che diventò di fatto il successore effettivo del Pentium Pro che veniva commercializzato proprio in tale settore. Tale versione venne commercializzata con il nuovo marchio "Pentium II Xeon" che fu di fatto la prima generazione del processore Xeon, uno dei marchi più longevi nella storia del produttore statunitense.

## Modelli
La tabella seguente mostra i modelli di Pentium II, basati sul core Klamath, arrivati sul mercato. Molti di questi condividono caratteristiche comuni pur essendo basati su core diversi; per questo motivo, allo scopo di rendere maggiormente evidente tali affinità e "alleggerire" la visualizzazione alcune colonne mostrano un valore comune a più righe. Di seguito anche una legenda dei termini (alcuni abbreviati) usati per l'intestazione delle colonne:
- Nome Commerciale: si intende il nome con cui è stato immesso in commercio quel particolare esemplare.
- Data: si intende la data di immissione sul mercato di quel particolare esemplare.
- Socket: lo zoccolo della scheda madre in cui viene inserito il processore. In questo caso il numero rappresenta oltre al nome anche il numero dei pin di contatto.
- Clock: la frequenza di funzionamento del processore.
- Molt.: sta per "Moltiplicatore" ovvero il fattore di moltiplicazione per il quale bisogna moltiplicare la frequenza di bus per ottenere la frequenza del processore.
- Pr.Prod.: sta per "Processo produttivo" e indica tipicamente la dimensione dei gate dei transistor (180 nm, 130 nm, 90 nm) e il numero di transistor integrati nel processore espresso in milioni.
- Voltag.: sta per "Voltaggio" e indica la tensione di alimentazione del processore.
- Watt: si intende il consumo massimo di quel particolare esemplare.
- Bus: frequenza del bus di sistema.
- Cache: dimensione delle cache di 1º e 2º livello.
- XD: sta per "XD-bit" e indica l'implementazione della tecnologia di sicurezza che evita l'esecuzione di codice malevolo sul computer.
- 64: sta per "EM64T" e indica l'implementazione della tecnologia a 64 bit di Intel.
- HT: sta per "Hyper-Threading" e indica l'implementazione della esclusiva tecnologia Intel che consente al sistema operativo di vedere 2 core logici.
- ST: sta per "SpeedStep Technology" ovvero la tecnologia di risparmio energetico sviluppata da Intel e inserita negli ultimi Pentium 4 Prescott serie 6xx per contenere il consumo massimo.
- VT: sta per "Vanderpool Technology", la tecnologia di virtualizzazione che rende possibile l'esecuzione simultanea di più sistemi operativi differenti contemporaneamente.
- Core: si intende il nome in codice del progetto alla base di quel particolare esemplare.

| Nome Commerciale   | Data            | Socket | Clock   | Molt. | Pr.Prod.        | Voltag. | Watt | Bus     | Cache                   | XD | 64 | HT | ST | VT | Core      |
| ------------------ | --------------- | ------ | ------- | ----- | --------------- | ------- | ---- | ------- | ----------------------- | -- | -- | -- | -- | -- | --------- |
| Pentium II 233 MHz | 7 maggio 1997   | Slot 1 | 233 MHz | 3,5x  | 350 nm 7,5 mil. | 2,8 V   | N.A. | 66 MHz  | L1=32KB L2=512KB L3=0MB | No | No | No | No | No | Klamath   |
| Pentium II 266 MHz | 7 maggio 1997   | Slot 1 | 266 MHz | 4x    | 350 nm 7,5 mil. | 2,8 V   | N.A. | 66 MHz  | L1=32KB L2=512KB L3=0MB | No | No | No | No | No | Klamath   |
| Pentium II 300 MHz | 7 maggio 1997   | Slot 1 | 300 MHz | 4,5x  | 350 nm 7,5 mil. | 2,8 V   | N.A. | 66 MHz  | L1=32KB L2=512KB L3=0MB | No | No | No | No | No | Klamath   |
| Pentium II 333 MHz | 26 gennaio 1998 | Slot 1 | 333 MHz | 5x    | 250 nm 7,5 mil. | 2 V     | 24 W | 66 MHz  | L1=32KB L2=512KB L3=0MB | No | No | No | No | No | Deschutes |
| Pentium II 350 MHz | 15 aprile 1998  | Slot 1 | 350 MHz | 3,5x  | 250 nm 7,5 mil. | 2 V     | 24 W | 100 MHz | L1=32KB L2=512KB L3=0MB | No | No | No | No | No | Deschutes |
| Pentium II 400 MHz | 15 aprile 1998  | Slot 1 | 400 MHz | 4x    | 250 nm 7,5 mil. | 2 V     | 24 W | 100 MHz | L1=32KB L2=512KB L3=0MB | No | No | No | No | No | Deschutes |
| Pentium II 450 MHz | 24 agosto 1998  | Slot 1 | 450 MHz | 4,5x  | 250 nm 7,5 mil. | 2 V     | 24 W | 100 MHz | L1=32KB L2=512KB L3=0MB | No | No | No | No | No | Deschutes |

## Il successore
Il Pentium II fu seguito, agli inizi del 1999, dal Pentium III che introduceva poche novità architetturali rispetto al predecessore ma destinato a salire molto in frequenza, nel corso del tempo; basti pensare che nella prima versione aveva un clock di 450 MHz, ma arrivò poi a superare abbondantemente 1 GHz. Tra le novità introdotte vi erano le nuove istruzioni SSE2.